# Pseudastylopsis squamosus
Pseudastylopsis squamosus là một loài bọ cánh cứng trong họ Cerambycidae.